# Щербина, Татьяна Георгиевна
Татьяна Георгиевна Щербина (род. 15 сентября 1954, Москва) — российская поэтесса, прозаик, эссеист и переводчик. Книги с её стихами переведены и изданы во Франции, Канаде, Великобритании, США, Новой Зеландии.

## Биография
Родилась в Москве, училась в школе № 12 с углубленным изучением французского языка в Спасопесковском переулке.
Окончила филологический факультет МГУ. В 1984—1985 гг. сотрудник НИИ культуры. В дальнейшем, главным образом, работала как журналист. В 1989—1994 годы постоянный автор радио «Свобода». С 1991 года жила в Мюнхене (как сотрудник «Свободы»), затем в Париже. Публиковала статьи и эссе в газетах «Suddeutsche Zeitung», «Le Figaro», «Коммерсантъ». С 1995 г. снова в Москве. Создатель и главный редактор журнала «Эстет» (1996).
До 1986 года публиковала в самиздате стихи и прозу (авторские книги, публикации в «Митином журнале»). Первая книга стихов издана в 1991 г. Писала стихи также на французском языке: книги французских стихов Щербины опубликованы в Париже (1993, премия национального центра литературы Франции) и в Канаде. Переводила современных французских поэтов, составила авторскую антологию «Современная французская поэзия» (1995).
В 80-е годы принадлежала к неофициальной культуре, в 90-е жила и работала в Германии и во Франции, в настоящее время живёт в Москве.
В марте 2014 года вместе с рядом других деятелей культуры выразила своё несогласие с политикой российской власти в Крыму.

## Семья
Дед — Иван Никитович Щербина, гидроэнергетик
Отец — театровед Георгий Иванович Щербина (1927—2017).
Муж — фотограф Александр Тягны-Рядно.

## Труды
- 0—0 (Ноль Ноль): [Стихи]. — М.: ЛИА Р.Элинина, 1991.
- Жизнь без. — М.: Библиотека журнала «Золотой век», 1997.
- Диалоги с ангелом. — М.: ЛИА Руслана Элинина, 1999.
- Книга о плюсе и минусе, хвостатом времени… — Тверь: Колонна, 2001.
- Прозрачный мир: Стихи. — М.: ЛИА Р.Элинина, 2002.
- Лазурная скрижаль: Эссе. — М.: ОГИ, 2003.
- Побег смысла: Избранные стихи. 1979—2008. / Сост. Д. Кузьмин. — М.: АРГО-РИСК; Книжное обозрение, 2008.
- Запас прочности: Роман. — М.: ОГИ, 2006.
- Исповедь шпиона: Эссе, роман. — М.: Наука, 2007. (Серия «Русский Гулливер»)
- Франция. Магический шестиугольник: Эссе, очерки, стихи. — М.: Зебра Е; АСТ, 2007.
- Они утонули: Стихи, эссе, диалоги. — М.: ИД «Юность», 2009.
- Размножение личности: Роман. — М.: Новое литературное обозрение, 2010.
- Крокозябры: Роман, повесть, рассказы. — М.: Астрель, 2011.
- Новый Пантеон / репринтное издание самиздатской книги 1983 г. — М.: Барбарис, 2012.
- Полторы рифмы {стихи}. Эвелина Шац. Коллаж. Tatjana Ščerbina. Una rima e mezzo. Evelina Schatz. Collage. Edizione fuori commercio (Gennaio), Italia, 2015.
- Рассказ (Маленький вампир) / репринтное издание самиздатской книги 1983 г. — М.: Барбарис, 2012.
- Хроники. — М.: Время, 2017.
- Антропологические путешествия. — М.: АСТ, 2019.
- Перипетии: Сборник историй. — М.: Новое литературное обозрение, 2023.

### Иностранные переводы
- Tatiana Chtcherbina. Parmi les alphabets. — Paris: Le Castor Astral, 1993. — На русском и французском языках / Перевод на французский К. Зейтунян-Белоус.
- Tatiana Chtcherbina. L'âme déroutée. — Trois-Rivières (Québec): Écrits des Forges, 1995. — ISBN 2-89046-365-6. Авторский текст на французском языке.
- Tatiana Chtcherbina. La vie sans. — Paris: Lettres russes, 2002. / Перевод на французский К. Зейтунян-Белоус.
- Tatiana Shcherbina. Score of the game. — Zephyr press (USA), 2003. / Перевод на английский Джима Кейтса.
- Tatiana Shcherbina. Life without. — Bloodaxe Books (Great Britain), 2004. / Перевод на английский Саши Дагдейл.
- Tatiana Chtcherbina. L’antivirus. — Trois-Rivières (Québec): Ecrits des Forges; Rennes: L’idée bleue, 2005. / Перевод на французский К. Зейтунян-Белоус.
- Tatiana Shcherbina. An Offshoot of Sense. {Poems}. — Cold Hub Press, 2011. (New Zeland. Translated by J.Kates). ISBN 0-473-17958-X.
- Tatjana Ščerbina. Drugi Prihod. — Ljubljana: Študentska založba, 2013. / prevedla Valerija Peternel.
- Τατιάνα Σερμπίνα. Η ποίηση είναι η γλώσσα της ανάσας [Поэзия — это дыхание языка]. — Афины: Samizdat, 2020. / Перевод на греческий Д. Триантафиллидиса. — ISBN 978-618-5220-52-5
- Tatyana Shcherbina. Multiple Personalities. — Glagoslav Publications, 2020. (UK-NL, Translator: Melanie Moore). ISBN 978-1-78437-934-6
- Татяна Шчербина. Множествена личност. — Бургас: Авиана, 2021.